# Regla de Ocha
Regla de ocha ou regla de osha é uma das religiões afro-cubanas que derivam do culto de Ifá da religião iorubá, e a mais alta hierarquia na Regla de osha é representada pelo babalaô sacerdote afro-cubano, dotado com os atributos de Orula o deus da adivinhação.